# Universidad de Extremadura
La Universidad de Extremadura (UEx) es una universidad pública con rectorado en las ciudades de Badajoz y de Cáceres (comunidad autónoma de Extremadura, España). Es la única universidad de la comunidad autónoma, con cuatro campus, en Cáceres, Badajoz, Plasencia y Mérida. Junto a las universidades de Cantabria, Castilla-La Mancha, Islas Baleares, La Rioja, Navarra, Oviedo, País Vasco y Zaragoza, forma el Grupo 9 de Universidades.

## Historia
La Universidad de Extremadura (UEx) se funda en 1973, aunque ya a finales de la década de 1960 existían enseñanzas universitarias en la región. Esos estudios universitarios iniciales se impartían en las dos capitales provinciales, Badajoz y Cáceres, y estaban vinculados a las universidades geográficamente más cercanas. En Badajoz se estableció la Facultad de Ciencias (Sección de Químicas, año 1968), vinculada a la Universidad de Sevilla y en Cáceres se creó el Colegio de Humanidades (Filosofía y Letras, año 1971), dependiente de la Universidad de Salamanca. Otros centros de enseñanza media, como las Escuelas Normales de Magisterio de Cáceres y Badajoz, se integraron en la Universidad en 1972 como Escuelas Universitarias del Profesorado de E.G.B. tras la entrada en vigor de los Decretos surgidos por la aprobación de la Ley General de Educación de 1970.
Con su formalización en 1973, se crea la Escuela Universitaria de Estudios Empresariales y la Facultad de Medicina en Badajoz. En Cáceres se crea la Facultad de Derecho y la Facultad de Filología (que un año más tarde se transformará en Facultad de Filosofía y Letras). En años posteriores se implantaron nuevas enseñanzas destacando 1982 con la creación de las Facultades de Ciencias Económicas y Empresariales en Badajoz y de Veterinaria en Cáceres, además de la incorporación de Informática en la Escuela Politécnica en Cáceres. 
El 4 de abril de 1995, en la reunión de la Comisión Mixta de Transferencias, se firma el traspaso de competencias en materia de universidades a la Junta de Extremadura. A partir de ese momento, de acuerdo con lo establecido en los Estatutos de la universidad, corresponde al Consejo de Gobierno del Ejecutivo Autonómico la aprobación de las enseñanzas conducentes a la obtención de los títulos de la Universidad de Extremadura.
En función de esta competencia, entre 1995 y 2000 se autoriza elevar la oferta de titulaciones de la UEx hasta 85 en Centros Propios y 6 en los centros adscritos. Actualmente, la Universidad de Extremadura está formada por quince Facultades y Escuelas distribuidas en dos campus (Cáceres y Badajoz), dos centros universitarios propios (Centro Universitario de Mérida y Centro Universitario de Plasencia) y dos centros adscritos (Centro Universitario Santa Ana en Almendralejo y Centro de Cirugía de Mínima Invasión Jesús Usón en Cáceres).

## La universidad en cifras
La UEx, según los datos del curso 2020-2021, cuenta con 20 509 estudiantes y 2699 empleados, distribuidos estos entre personal docente e investigador (PDI, 1829) y personal de administración y servicios (PAS, 870).  La estructura académica se organiza en 40 departamentos.
La oferta académica es de 171 titulaciones oficiales, con 97 títulos de grado, 49 de máster y 25 programas de doctorado.
El número de matriculados de nuevo ingreso ha tenido, en los últimos diez años, un valor promedio de 5300 estudiantes anuales. La rama de conocimiento más demandada es la de Ciencias Sociales y Jurídicas, tanto en grado como en máster; la menos demandada es la de Arte y Humanidades en titulaciones de grado y la de Ciencias en titulaciones de máster. La captación de estudiantes internacionales se hace mayoritariamente en los programas de doctorado, en los que un 25% de los estudiantes matriculados son extranjeros. El número de estudiantes egresados en 2021 fue de 4245, con 3023 de grado, 1068 de máster y 154 de doctorado.
En la actualidad, la UEx cuenta con 208 Grupos de investigación que se integran en 14 Institutos de investigación.

## Gobierno
El equipo de gobierno de la universidad está dirigido por el Rector y se organiza a través de órganos colegiados, como el Claustro y el Consejo de Gobierno, y unipersonales como los Vicerrectorados, la Gerencia y la Secretaría General.
El principal órgano colegiado es el claustro, formado por 300 miembros electos entre los sectores universitarios y, como miembros natos, el Rector, el Secretario General y el Gerente de la universidad. 
Los vicerrectorados actuales son ocho: Calidad y estrategia, Economía, Estudiantes, empleo y movilidad, Extensión universitaria, Investigación y transferencia, Planificación académica, Profesorado y, por último, Transformación digital.
Los rectores que ha tenido la universidad son los siguientes:
- José María Viguera Lobo (1973).
- Antón Civit Breu (1974-1977).
- Andrés Chordi Corbo (1977-1981).
- Guillermo Rodríguez-Izquierdo Gavala (1981-1984).
- Antonio Sánchez Misiego (1984 -1991).
- César Chaparro Gómez (1991-1999).
- Ginés María Salido Ruiz (1999- 2003).
- Juan Francisco Duque Carrillo (2003-2010).
- Segundo Píriz Durán (2010-2018).
- Antonio Hidalgo García (2018-2022).
- Pedro M. Fernández Salguero (desde 2022)

## Calidad y transparencia
La UEx tiene certificado por parte de la ANECA del Programa de Apoyo a la Evaluación de la Actividad Docente del Profesorado Universitario (DOCENTIA). La finalidad de dicho programa es la evaluación de la docencia, las recomendaciones para la mejora y el reconocimiento de las buenas prácticas docentes; trece de sus 17 centros cuentan con la certificación de la implantación de su Sistema de Aseguramiento Interno de Calidad (SAIC) de acuerdo al Modelo AUDIT.
En cumplimiento con la Ley 19/2013, de 9 de diciembre, de transparencia, acceso a la información pública y buen gobierno, la Universidad de Extremadura dispone de un portal de datos abiertos donde se presenta la información más relevante de su gobierno, procesos, procedimientos y rendición de cuentas.
En el Ranking de Shanghai del año 2021, la UEx se encuentra en el puesto 20 de las universidades españolas y en el rango 601-700 en el mundo (23 en Teledetección, 101-150 en Ingeniería eléctrica y electrónica y 151-200 en Ciencia y tecnología de los alimentos, Veterinaria, y Turismo).
En el SCImago Journal Rank del año 2021, la UEx aparece en percentil 42 a nivel mundial (puesto 693); desglosado por secciones, sube al 21 en impacto social y al 27 en investigación y baja al 64 en innovación.
En el ranking  Webometrics del CSIC del año 2021, la UEx ocupa el puesto 28 en un total de 82 universidades públicas y privadas de España.

## Campus y Centros propios y adscritos

### Campus de Badajoz

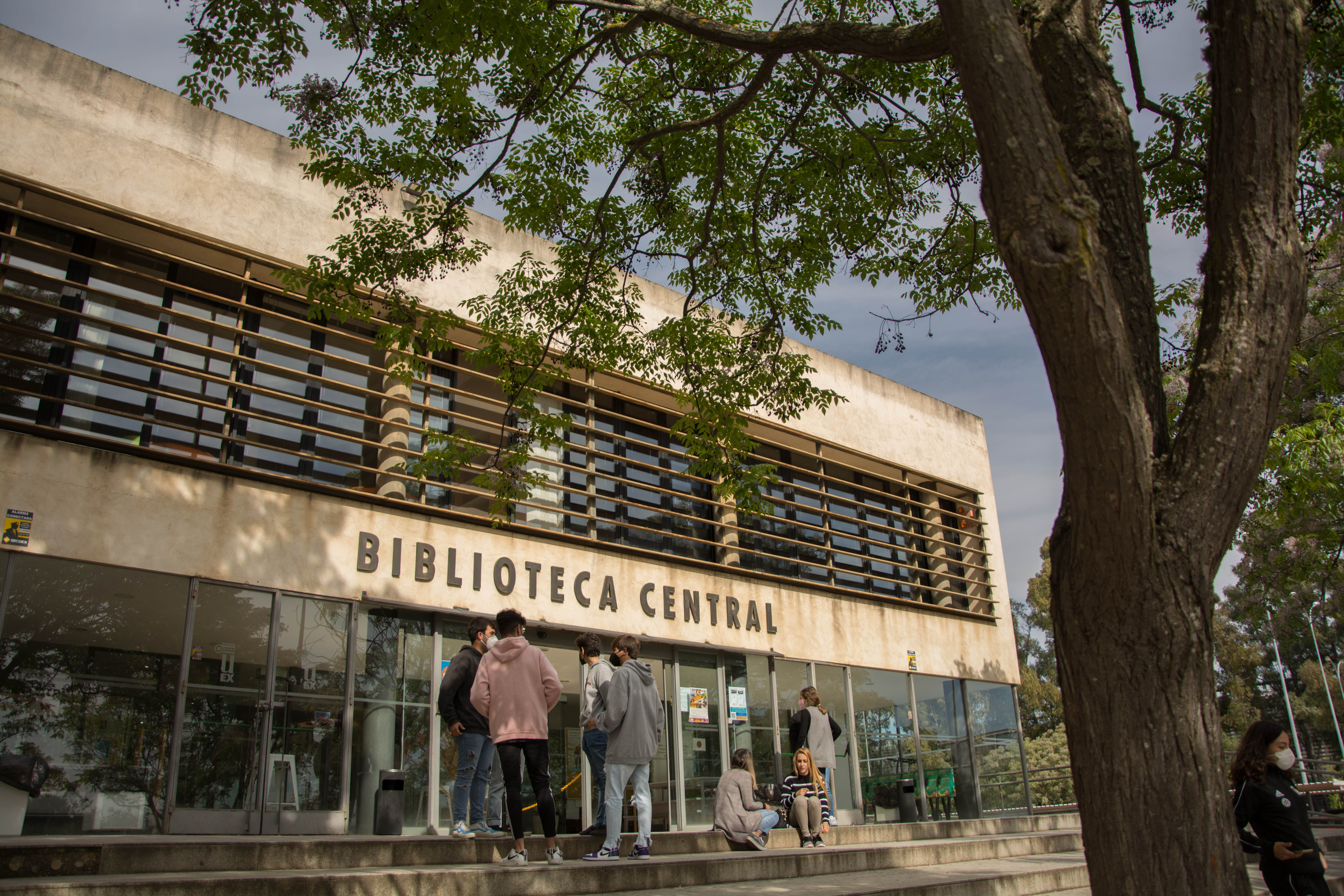
Biblioteca Central en el Campus de Badajoz

El Campus de Badajoz se encuentra al noroeste de la ciudad y se ubican allí el Edificio de Rectorado, la Escuela de Ingenierías Industriales, la Facultad de Ciencias, la Facultad de Ciencias Económicas y Empresariales, la Facultad de Educación y Psicología, la Escuela de Enfermería de la Comunidad y la Facultad de Medicina, con un nuevo edificio en construcción actualmente.
La Facultad de Ciencias de la Documentación y la Comunicación y la Escuela de Ingenierías Agrarias se encuentran fuera del campus. Acompañan a los Centros universitarios otras construcciones como el Parque Científico y Tecnológico de Badajoz para alojamiento de empresas o el Edificio Gestión del Conocimiento para los servicios de apoyo a la investigación.

### Campus de Cáceres

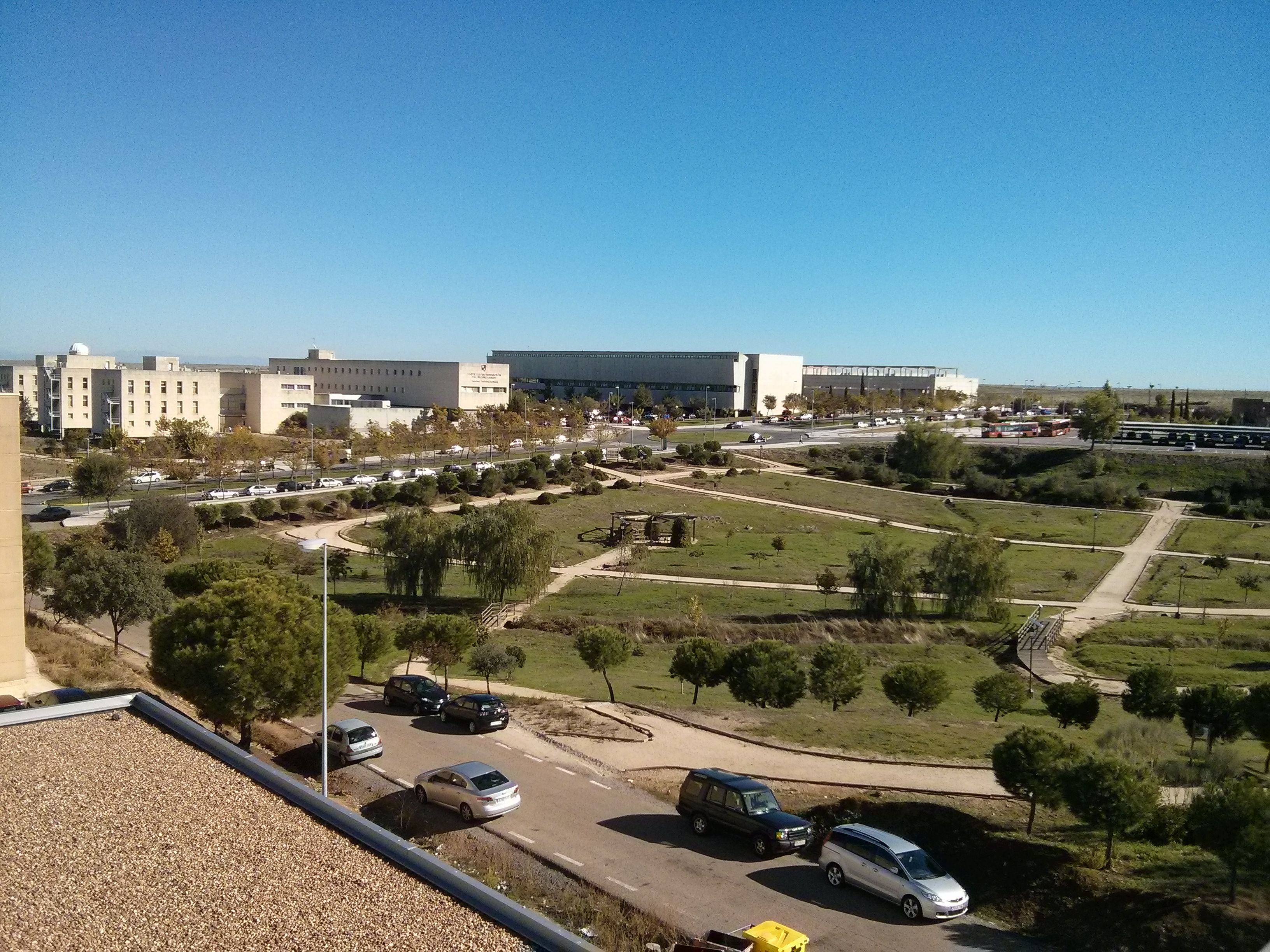
Vista del Campus de Cáceres.

El Campus de Cáceres se encuentra en el nordeste de la ciudad y cuenta con la Facultad de Enfermería y Terapia Ocupacional, Ciencias del Deporte, Derecho, Facultad de Empresa, Finanzas y Turismo, Filosofía y Letras, Formación del Profesorado, Facultad de Veterinaria, y la Escuela Politécnica. Acompañan a estos centros, otras construcciones como el Instituto de Lenguas Modernas, el Parque Científico y Tecnológico y el Servicio de Actividad Física y Deporte (SAFYDE).

### Centro Universitario de Mérida
En el Centro Universitario de Mérida (CUMe) se ofertan estudios de grado y posgrado, fundamentalmente en ciencias de la salud e ingenierías. Los títulos de grado ofertados en el CUMe son los siguientes: Enfermería, Ingeniería en Diseño Industrial y Desarrollo de Productos, Ingeniería en Geoinformación y Geomática, Ingeniería Informática en Tecnologías de la Información, Ingeniería Telemática en Telecomunicación, así como un programa de doble titulación en Ingeniería en Telemática e Ingeniería informática. Los títulos de posgrado ofertados son el Máster Universitario en Gestión de la Innovación Tecnológica y Máster Universitario en Investigación en Ingeniería y Arquitectura.

### Centro Universitario de Plasencia
El Centro Universitario de Plasencia está situado en el centro de la ciudad de Plasencia, en un edificio del siglo XIX declarado Bien de Interés Cultural donde se imparten los grados en Podología, Enfermería, ADE y Grado en Ingeniería Forestal y del Medio Natural.

### Centro Universitario Santa Ana
El Centro Universitario Santa Ana es un centro adscrito ubicado en Almendralejo donde se cursan el Grado en Ingeniería de las Industrias agrarias y alimentarias, Grado en Educación Infantil, Grado en Educación Primaria, Grado en Trabajo Social y Doble Grado en Educación Primaria y Educación Infantil, además de los másteres en Gerontología y Psicopedagogía. 

### Centro de Cirugía de Mínima Invasión
El Centro de Cirugía de Mínima Invasión Jesús Usón es un centro adscrito ubicado en Cáceres donde existen programas de formación, incluido MIR, y de investigación de cirugía robótica y genética embrionaria en reproducción asistida.

## Investigación y transferencia

### Portal de Investigación
La información sobre la estructura y actividad de investigación y transferencia de la universidad está centralizada en el Portal de Investigación. La información de los investigadores, grupos e institutos se actualiza cada dos semanas usando las bases de datos de Scopus, ORCID y Dialnet.

### Institutos de Investigación
Los Institutos de investigación son centros dedicados a la investigación en ciencias, ingeniería, ciencias sociales, ciencias de la salud, artes y humanidades que agrupan a investigadores de grupos diversos para generar estructuras de investigación de mayor tamaño y complejidad, facilitando la colaboración y sinergias, así como el acceso a convocatorias e infraestructuras de alto nivel.
En la actualidad (2022), se han constituido los siguientes institutos:
- i-PAT, Instituto Universitario de Investigación en Patrimonio (66 investigadores, 17 grupos)[27]
- IACYS, Instituto Universitario de Investigación del Agua, Cambio Climático y Sostenibilidad (51 investigadores, 12 grupos)[28]
- IBPM, Instituto Universitario de Biomarcadores de Patologías Moleculares (39 investigadores, 16 grupos)[29]
- ICCAEX, Instituto de Computación Científica Avanzada (28 investigadores, 8 grupos)[30]
- IMUEX, Instituto de Matemáticas de la Universidad de Extremadura (28 investigadores, 7 grupos)[31]
- INBIO G+C, Instituto Universitario de Biotecnología Ganadera y Cinegética (54 investigadores, 25 grupos)[32]
- INDEHESA, Instituto de Investigación de la Dehesa (38 investigadores, 12 grupos)[33]
- INPEX, Instituto Universitario de Investigación y Prospección Educativa (39 investigadores, 11 grupos)[34]
- INTERRA, Instituto Universitario de Investigación para el Desarrollo Territorial Sostenible (85 investigadores, 16 grupos)[35]
- INTIA, Instituto de Investigación en Tecnologías Informáticas Aplicadas (24 investigadores, 4 grupos)[36]
- INUBE, Instituto Universitario de Investigación Biosanitaria de Extremadura (44 investigadores, 14 grupos)[37]
- INURA, Instituto Universitario de Investigación de Recursos Agrarios (22 investigadores, 10 grupos)[38]
- IPROCAR, Instituto Universitario de Investigación de Carne y Productos Cárnicos (36 investigadores, 9 grupos)[39]
- LINGLAP, Instituto Universitario de Investigación de Lingüística y Lenguas Aplicadas (34 investigadores, 8 grupos)[40]

### Servicios de apoyo a la investigación
Los servicios de apoyo a la investigación y al desarrollo empresarial (SAIUEx) dependen del Vicerrectorado de Investigación y Transferencia y aportan equipamiento, metodologías y soporte técnico tanto a investigadores de la UEx como a otros Organismos Públicos de Investigación y usuarios externos. Los servicios actuales son:
- Análisis e Innovación en Productos de Origen Animal (SIPA)
- Animalario y Experimentación Animal
- Caracterización de Sólidos y Superficies (SACSS)
- Difusión de la Cultura Científica (SDCC)
- Protección Radiológica
- Radioactividad Ambiental de la Universidad de Extremadura (LARUEX)
- Servicio de Diagnóstico por Imagen en Ciencias Veterinarias y Biomedicina y de Elaboración de Dosis Seminales Sexadas para Reproducción Equina
- Taller y Mantenimiento de Material Científico (STyMMC)
- Técnicas Aplicadas a la Biociencia (STAB)
- Técnicas de Análisis Elemental y Molecular (SAEM)

### Producción científica
La producción científica de la UEx se refleja en las memorias de investigación anuales; la última disponible corresponde a 2020, con un resumen de años anteriores.
Los resultados de los últimos cinco años respecto a los artículos incluidos en el Journal Citation Reports son, según el Institute for Scientific Information y Scopus los siguientes: 2021 (1330 ISI, 1650 Scopus), 2020 (1510, 1578) , 2019 (1403, 1378), 2018 (1186, 1247) y 2017 (1134, 1146). Si se consideran los artículos indexados en Google Scholar, los totales de publicaciones son aproximadamente: 2021 (9020), 2020 (14 000) , 2019 (13 800), 2018 (13 400) y 2017 (13 600). En términos de coautorías internacionales, los países con los que más se ha colaborado según Scopus son Portugal y Estados Unidos. En el caso de coautorías nacionales, el primer lugar lo ocupa la Universidad Complutense de Madrid, seguida del CSIC y de la Universidad de Sevilla.

## Doctores honoris causa
Desde su fundación, la UEx ha concedido 36 distinciones como doctorados honoris causa. Las más recientes son:
- 2022: Ricardo Trigo, físico.
- 2021: Juan de Dios Román Seco, entrenador de balonmano.
- 2019: Nikolay Mihaylov Ianev, matemático, Alberto Fernández Gutiérrez, biomédico, Giorgio Parisi, físico, José Luis Sotelo Sancho, químico, Jesús Ávila de Grado, bioquímico.
- 2018: María Castellano Arroyo, médica, Hugo Juri, médico, Antonio Rodríguez de las Heras, historiador.
- 2017: Jaime Gil Aluja, politólogo.
- 2016: Rebeca Grynspan Mayufis, economista, Geoffrey J. D. Hewings, economista, Santiago Muñoz Machado, jurista.
- 2015: Alejandro Tiana Ferrer, pedagogo y político, Paul Preston, historiador, Guillermo Suárez Fernández, biólogo.
- 2013: José Manuel Calderón Borrallo , deportista.

## Campus Virtual de la UEx
El Campus Virtual de la Universidad de Extremadura (CVUE) está basado en Moodle e incluye espacios virtuales para cada asignatura de los títulos oficiales y para los títulos propios. Hay también otros proyectos incluidos en CVUE como CVExtenso, para dar apoyo a la docencia de enseñanzas no universitarias, y CAVILA, Campus Virtual Latinoamericano.

## Universidad de los mayores
La UEX mantiene un programa, la Universidad de los Mayores de Extremadura, para la promoción de la cultura en las personas mayores de 55 años que cuenta con unos 1700 alumnos y 150 docentes y se imparte en siete ciudades de la comunidad autónoma.
Los temas tratados son predominantemente de historia, arte y literatura, aunque hay también asignaturas de ciencias relacionadas con la ecología, clima, geografía y medio ambiente.